# 衿井窟屠殺事件
高陽衿井窟屠殺事件，發生在1950年10月9日-10月31日，地點是南韓京畿道高陽市，當地警員對153個非武裝平民進行虐殺。

## 历史
第二次漢城戰役勝利後，韓國當局逮捕並處決幾個被指同情朝鮮的南韓人和他們的家人。1995年，153個遇難者屍體被其家人挖掘。2006年6月，南韓真相與和解委員會要求韓國政府道歉，並豎立受害者的紀念碑。2007年，真相與和解委員會再次要求政府道歉給予賠償，並豎立一個紀念碑紀念遇難者。但是政府仍然拒絕了。真相與和解委員會還澄清大多數受害者，其中包括8個青少年和7名婦女，沒有關係到叛軍。
在2011年11月28日，首爾中央法院裁定韓國政府應道歉，賠款，並建立一個紀念遇難者家屬的紀念碑。